# La rosa de Versalles (película)
La Rosa de Versalles (ベルサイユのばら Berusaiyu no Bara?) es una película japonesa de anime de 2025 escrita por Tomoko Konparu y dirigida por Ai Yoshimura, basada en el famoso y legendario manga homónimo de 1972 creada por Riyoko Ikeda.
Siendo producida por MAPPA y distribuida por Tōhō Next, la película cuenta con las voces de Miyuki Sawashiro, Aya Hirano, Toshiyuki Toyonaga y Kazuki Katō. Se estrenó en Japón el 31 de enero de 2025. Netflix obtuvo la licencia de la película y comenzó a transmitirla en su plataforma el 30 de abril de 2025.

## Sinopsis
A finales del siglo XVIII, cuatro personas: Oscar François de Jarjayes, un general que es una mujer criada como un hijo, María Antonieta, la hija de la emperatriz austríaca que está destinada a convertirse en reina, André Grandier, amigo de la infancia de Oscar y Hans Axel von Fersen, un aristócrata sueco, se encuentran en Versalles, Francia y viven sus respectivos destinos mientras son sacudidos por las mareas de la época.

## Reparto
| Personaje                   | Seiyū Japón        | Actor de doblaje Estados Unidos                         | Actor de doblaje Hispanoamérica | Actor de doblaje España |
| --------------------------- | ------------------ | ------------------------------------------------------- | ------------------------------- | ----------------------- |
| Oscar François de Jarjayes  | Miyuki Sawashiro   | Caitlin Glass                                           | Dulce Chino                     |                         |
| María Antonieta             | Aya Hirano         | Megan Shipman                                           | Montserrat Aguilar              |                         |
| André Grandier              | Toshiyuki Toyonaga | Brandon McInnis                                         | Ferso Velázquez                 |                         |
| Hans Axel von Fersen        | Kazuki Katō        | Ryan Colt Levy (diálogos) Andy Delos Santos (canciones) | Miguel de León                  |                         |
| Alain de Soissons           | Shunsuke Takeuchi  | Talon Warburton (diálogos) Greg Whipple (canciones)     | Óscar López                     |                         |
| Florian de Gerodelle        | Takuya Eguchi      | Damian Mills                                            | Gerardo Ortega                  |                         |
| Bernard Châtelet            | Miyu Irino         | Alejandro Saab (diálogos) Jon Hall (canciones)          | Brandon Santini                 |                         |
| Luis XVI                    | Fukushi Ochiai     | Damien Haas                                             | Miguel Ángel Ruiz               |                         |
| General Reynier de Jarjayes | Banjō Ginga        | J. Michael Tatum                                        | Enrique Cervantes               |                         |
| Maron Glaicé Mont Blan      | Mayumi Tanaka      | Barbara Goodson                                         | Ángela Villanueva               |                         |
| Comtesse de Noailles        | Fumi Hirano        | Shelby Young                                            | Cynthia Alfonzo                 |                         |
| Luis XV                     | Hochu Ōtsuka       | Kiff VandenHeuvel                                       | Santos Alberto                  |                         |
| Rosalie La Morlière         | Saori Hayami       |                                                         | Diana Nolan                     |                         |
| Coronel d'Agout             | Jin Yamanoi        |                                                         | Gabriel Covagil                 |                         |
| General Bouillé             | Akio Ōtsuka        |                                                         |                                 |                         |
| Señora Jarjayes             | Sumi Shimamoto     | Shelby Young                                            |                                 |                         |
| Maximilien Robespierre      | Kenshō Ono         |                                                         |                                 |                         |
| Luis José                   | Sora Tokui         |                                                         |                                 |                         |
| María Teresa                | Minami Tanaka      |                                                         |                                 |                         |
| La Salle                    | Atsushi Tamaru     |                                                         | Javi Sánchez                    |                         |
| Jean                        | Daiki Yamashita    |                                                         | Edwin Hernández                 |                         |
| François                    | Yūto Suzuki        |                                                         | Arturo Casteñeda                |                         |
| Pierre                      | Junta Terashima    |                                                         | Luis Flores                     |                         |
| Enrique de Guéméné          | Wataru Takagi      |                                                         | Rolando de Castro               |                         |
| De Launay                   | Hironori Kondō     |                                                         |                                 |                         |
| Narradora                   | Hitomi Kuroki      | Karen Strassman                                         | Kerygma Flores                  |                         |

## Producción
En septiembre de 2022, se anunciaron los planes para una adaptación animada de La rosa de Versalles en celebración del 50.º aniversario de la serie. En julio de 2024, se anunció que MAPPA produciría la película, con Ai Yoshimura como director y Tomoko Konparu como guionista. Además, se confirmó que Miyuki Sawashiro prestaría su voz a Oscar, con Aya Hirano, Toshiyuki Toyonaga y Kazuki Katō como María Antonieta, André Grandier y Hans Axel von Fersen, respectivamente. En octubre, Shunsuke Takeuchi, Takuya Eguchi y Miyu Irino se unieron al reparto como Alain de Soissons, Florian de Gerodelle y Bernard Châtelet. Un mes después, se anunció el casting de Fukushi Ochiai como Luis XVI, Banjō Ginga como el General Jarjayes y Mayumi Tanaka como Maron Glacé Mont Blan. Poco antes del estreno de la película se anunció un casting adicional.
El tema principal de la película es "Versalles", interpretado por Ayaka.

## Estreno
La película se estrenó en cines en Japón el 31 de enero de 2025. Netflix obtuvo la licencia de la película y la lanzó en su plataforma el 30 de abril de 2025.

## Recepción

### Taquilla
La película debutó en el puesto número 9 del top 10 en la taquilla japonesa en su primer fin de semana.

### Crítica
Richard Eisenbeis de Anime News Network le dio a la película una calificación de B+ y afirmó: "Al ver esta nueva adaptación de La rosa de Versalles, es fácil ver por qué esta historia cautivó al público hace cinco décadas y todavía lo hace hoy".